# Michael Jopling, Baron Jopling
Thomas Michael Jopling, Baron Jopling, PC (* 10. Dezember 1930) ist ein britischer Politiker und Mitglied des House of Lords.
Jopling ging auf das Cheltenham College und studierte an der Durham University. Er war Landwirt und Unternehmer und arbeitete für die National Farmers Union. Er war Mitglied der Regionalversammlung des Thirsk Rural District.
Jopling wurde 1964 für die Konservativen im Wahlkreis Westmorland in das House of Commons gewählt. Von 1979 bis 1983 war er Parlamentarischer Staatssekretär des Schatzamtes.
Nach einem Neuzuschnitt der Wahlkreise war er ab 1983 Abgeordneter für den Wahlkreis Westmorland and Lonsdale und war von 1983 bis 1987 Minister für Landwirtschaft, Fischerei und Nahrungsmittel.
1997 schied er aus dem House of Commons aus, wurde als Baron Jopling, of Ainderby Quernhow in the County of North Yorkshire, zum Life Peer erhoben und ist seither Mitglied des House of Lords. Er ist Mitglied des Kronrats und der America All Party Parliamentary Group.